# Álex Rodríguez (Fußballspieler, 1990)
Álex Raúl Rodríguez Ledezma (* 5. August 1990 in Panama-Stadt) ist ein panamaischer Fußballtorhüter.

## Karriere

### Verein
Er stand von mindestens der Saison 2012/13 bis zum Ende der Saison 2014/15 im Kader von Sporting San Miguelito. Zur nächsten Spielzeit wechselte er zum Ligakonkurrenten San Francisco FC, wo er über die komplette Saison zum Einsatz kam. Für die zweite Jahreshälfte 2016 wurde er nach Costa Rica zu Municipal Pérez Zeledón verliehen. Dann kehrte er bis Ende 2018 zu seinem Stammverein zurück. Das erste Halbjahr 2019 wieder in Costa Rica, spielte er diesmal bei AD San Carlos, mit welchen er die Clausura 2019 gewann. Seit der Saison 2019/20 steht er wieder bei San Miguelito zwischen den Pfosten.

### Nationalmannschaft
Nachdem er ohne Einsatz bei der Olympiaqualifikation der U23 im Kader stand, folgte sein erster Einsatz in der A-Mannschaft von Panama am 13. Januar 2013 bei einem 2:0-Freundschaftsspielsieg zuhause gegen Guatemala über volle 90 Minuten. Seine letzte Partie war ein 5:0-Sieg auswärts über Grenada am 25. Oktober 2017. Weiterhin ohne Einsatz stand er im Kader der Mannschaft bei der Copa Centroamericana 2013, dem Gold Cup 2013, der Copa América Centenario 2016, der Copa Centroamericana 2017, dem Gold Cup 2017 sowie der Weltmeisterschaft 2018. Er kam ausschließlich in Freundschaftsspielen zum Einsatz.